# Луцій Іцилій (народний трибун 412 року до н. е.)
Луцій Іцилій (*Lucius Icilius, д/н — після 408 до н. е.) — політичний діяч ранньої Римської республіки, лідер плебеїв.

## Життєпис
Походив з впливового плебейського роду Іциліїв. Син (за іншою версією онук) Луція Іцилія, народного трибуна 456, 455, 448 років до н. е. Про молоді роки немає відомостей. У 412 році до н. е. обирається народним трибуном. Під час своєї каденції запропонував аграрний закон щодо поділу загального фонду землі, але зазнав невдачі.
У 409 році до н. е. обирається народним трибуном вдруге (разом з двома представниками роду Іциліїв). Провів закон, відповідно до якого плебеї з 4 квесторів 3 обирали зі свого стану. У 408 році до н. е. разом з іншими Іциліями домігся для плебеїв права брати участь у виборі військових трибунів з консульською владою. Про подальшу діяльність нічого не відомо.